# Lamborghini Urraco
El Lamborghini Urraco es un automóvil deportivo producido por el fabricante de automóviles italiano Lamborghini desde 1972 hasta 1979. El nombre proviene de cómo se definen a los toros de pelo blanco y negro, como las urracas.
Las versiones disponibles eran el Urraco P250 (Urraco P111 en EE. UU.), el Urraco P300, y el Urraco P200. Todas las versiones tenían caja de cambios de 5 velocidades.
Cuando terminó la producción en 1979, se habían fabricado 791 unidades del Urraco. Tanto el Lamborghini Silhouette como su sucesor, el Lamborghini Jalpa, están basados en el Urraco.

## Diseño
Es un cupé con carrocería 2+2 y motor V8 dispuesto a 90°. Fue diseñado por Marcello Gandini cuando trabajaba para la Carrozzeria Bertone. En lugar de ser otro superdeportivo (como el Lamborghini Miura), el Urraco era un modelo más asequible, y era una alternativa a los caros Maserati Merak y Ferrari Dino.

## Versiones

### Urraco P250
El Lamborghini Urraco P250 fue presentado en el Salón del Automóvil de Turín de 1970, pero no estuvo disponible para los compradores hasta el año 1973. Fue la primera versión del Urraco y se fabricó desde 1972 hasta 1976. Su motor V8 tenía 2436 cc (2,5 litros), y era capaz de producir una potencia de 220 CV a 7500 rpm.
21 unidades del Urraco P250 fueron vendidas en Estados Unidos con la denominación Urraco P111. Para cumplir con los reglamentos de ese país, a estos automóviles se les instaló un parachoques delantero más grande y se les redujo la potencia de 220 CV a 180 CV.
Prestaciones
- Velocidad máxima: 240 km/h.
- Aceleración de 0 a 100 km/h: 6,9 segundos.[2]

### Urraco P300

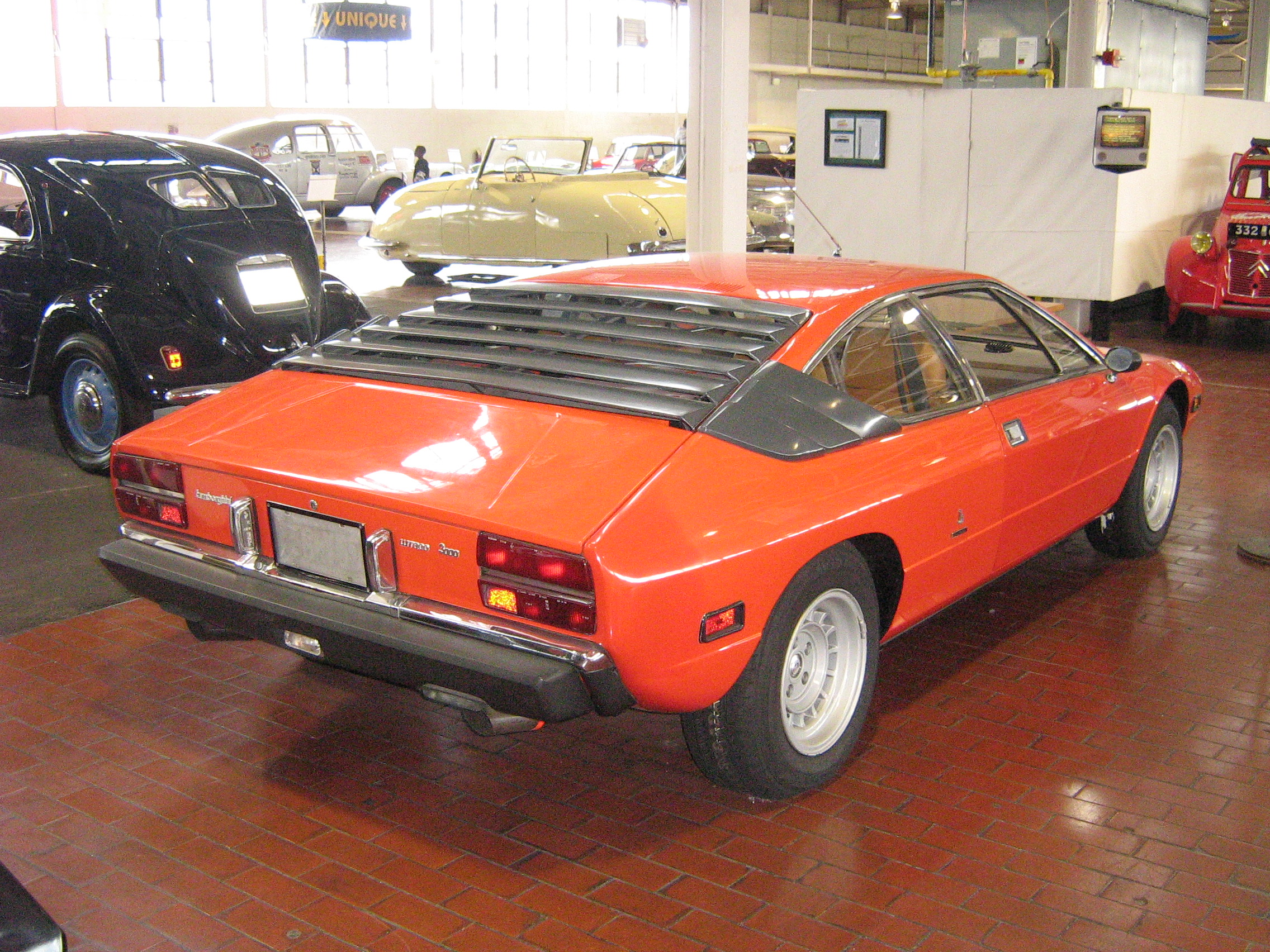
Vista posterior de un Lamborghini Urraco P300.

El Lamborghini Urraco P300 fue presentado en el Salón del Automóvil de Turín de 1974. Fue la segunda versión del Urraco y fue fabricado desde 1974 hasta 1979. El Urraco P300 era la versión más potente de todas, su motor V8 tenía 2995,8 cc (3 litros) y producía una potencia de 250 CV a 7500 rpm. 
Prestaciones
- Velocidad máxima: 260 km/h.
- Aceleración de 0 a 100 km/h: 5,6 segundos.[3]

### Urraco P200
Al igual que la versión anterior, el Urraco P200 fue presentado en el Salón del Automóvil de Turín de 1974. Esta fue la tercera versión del Urraco y se fabricó desde 1975 hasta 1977. El Urraco P200 era la versión menos potente, su motor V8 tenía 1994 cc (2 litros) y producía una potencia de 182 CV a 7500 rpm.
Prestaciones
- Velocidad máxima: 215 km/h.
- Aceleración de 0 a 100 km/h: 7,2 segundos.[4]